# Cantone di Fleurance
Il Cantone di Fleurance era una divisione amministrativa dell'arrondissement di Condom.
A seguito della riforma approvata con decreto del 26 febbraio 2014, che ha avuto attuazione dopo le elezioni dipartimentali del 2015, è stato soppresso.

## Composizione
Comprende i comuni di:
- Brugnens
- Castelnau-d'Arbieu
- Céran
- Cézan
- Fleurance
- Gavarret-sur-Aulouste
- Goutz
- Lalanne
- Lamothe-Goas
- Miramont-Latour
- Montestruc-sur-Gers
- Pauilhac
- Pis
- Préchac
- Puységur
- Réjaumont
- Sainte-Radegonde
- La Sauvetat
- Taybosc
- Urdens